# Charles Léon Ernest Le Clerc de Juigné
Pour les articles homonymes, voir Le Clerc et Juigné.
Pour les autres membres de la famille, voir Famille Le Clerc de Juigné.
Charles Léon Ernest Le Clerc, marquis de Juigné, né à Paris Xe le 16 avril 1825 et mort à Paris VIIe le 6 juin 1886, est un homme politique français du XIXe siècle.

## Biographie
Ernest Le Clerc de Juigné était propriétaire dans la Sarthe, membre du conseil général de ce département depuis 1865, lorsqu'il fut élu, le 8 février 1871, représentant de la Sarthe à l'Assemblée nationale, le 8e sur 9.
Légitimiste et catholique, inscrit à la réunion Colbert et à celle des Réservoirs, il vota :
- pour la paix,
- pour les prières publiques,
- pour le 24 mai,
- pour la démission de Thiers,
- pour l'arrêté sur les enterrements civils,
- pour la prorogation des pouvoirs du maréchal Mac-Mahon,
- pour la loi des maires,
- pour le ministère de Broglie (I),
- contre l'amendement Barthe,
- contre le retour à Paris,
- contre la dissolution,
- contre la proposition du centre gauche,
- contre l'amendement Wallon,
- contre les lois constitutionnelles de 1875.

Au renouvellement du 20 février 1876, il échoua dans l'arrondissement de La Flèche contre l'élu républicain, M. Galpin, et ne fut pas plus heureux le 14 octobre 1877, aux élections qui suivirent la dissolution de la Chambre par le cabinet du 16 mai, n'ayant obtenu, malgré l'appui officiel, que 10 985 voix, contre 13 380 au député républicain sortant, M. Galpin.
Le marquis de Juigné soutenait son cousin, Charles Étienne Gustave Leclerc, comte de Juigné, dans son intention d'assécher de lac de Grand-Lieu, aussi, ils cosignèrent Desséchement du lac de Grand-Lieu : 2e note en réponse au syndicat de Buzay (Signé : Mis de Juigné, Cte de Juigné, Mis de La Roche-Fontenilles), impr. de Merson, 1860, 8 p. (lire en ligne).

## Ascendance et postérité
Ernest Le Clerc était né du second mariage (1824) de Jacques-Marie-Anatole Leclerc (° 1788 † 1845), marquis de Juigné, officier de cavalerie, et d'Armande Pauline Marie (Paris, 27 juin 1788 - château de Juigné, Juigné-sur-Sarthe, 6 janvier 1833), fille d'André Joseph Marie Gaspard de Castellane (né en 1758), marquis de Majastres.
Il avait frère, né du premier mariage (1813) de son père avec Marie Anne Jeanne († 30 mars 1822), fille de Charles-Henri de Feydeau (né en 1754), marquis de Brou : Charles Marie Chrétien Leclerc (né le 10 mai 1817).
- Charles Léon Ernest Le Clerc de Juigné épousa, le 20 mai 1844 en l'église Saint-Thomas-d'Aquin (Paris), Charlotte de Percin de Montgaillard de La Valette[3] (Toulouse, 1825 - Juigné-sur-Sarthe, 9 juin 1897), fille unique de Jean-Baptiste de Percin de Montgaillard, marquis de La Valette (1767-1846) et d'Anna de Juigné. Ensemble, ils eurent :
  - Henry Anatole Christian (Paris Xe, 8 avril 1845 - Paris VIIIe, 11 avril 1893), 6e marquis de Juigné, capitaine au 33e régiment de marche (gardes mobiles de la Sarthe), chevalier de la Légion d'honneur[4] (30 décembre 1870), marié, le 18 mai 1867 à Paris VIIIe, avec Marie de Talhouët-Roy (1849-1934), fille de Auguste, marquis de Talhouët-Roy (1819-1884), dont :
    - Anne Léonnie (Le Lude, 16 novembre 1868 - Juigné-sur-Sarthe, 12 février 1947), le 18 mars 1890 à Paris VIIe, avec Odon, marquis de Saint-Chamant (1863-1901), dont postérité ;
    - Marie Madeleine (Le Lude (Sarthe), 21 mai 1871 - Villers-Bocage (Calvados), 5 avril 1969), mariée, le 25 juin 1895 à Paris VIIIe, avec Fernand (1865-1930), marquis de Clermont-Tonnerre, dont postérité ;
    - Jacques Auguste Marie Le Clerc (Paris, 16 février 1874 - château de Juigné-sur-Sarthe, 12 mars 1951), marquis de Juigné, député de la Loire-Inférieure (1906-1936), puis sénateur de la Loire-Inférieure (1936-1940), marié, le 10 décembre 1901 à Paris VIIIe, avec Marie Madeleine Schneider (1879-1967) quatrième fille d'Henri Schneider (1840-1898), dont :
      - Postérité ;

  - Madeleine Anne Marie (rue de Grenelle, Paris Xe, 8 mai 1847 - 14 janvier 1934), marquise de Castellane, infirmière de la Société de secours aux blessés militaires (sert pendant la guerre de 1870, infirmière Majore au début de la première Guerre mondiale), chevalier de la Légion d'honneur[5] (décret du 14 février 1921, décorée de la main du maréchal Pétain le 19 février 1921 dans une « réunion de famille »), mariée, le 3 avril 1866 à Paris VIIe, avec Antoine, marquis de Castellane (1844-1917), député du Cantal, dont postérité.